# 索莱·奥马洛娃
索萊·塔里霍夫娜·奧馬洛娃（哈薩克語： / 英語：，1966年—）是哈薩克斯坦裔美國籍律師、學者和公共政策顧問，現已被美國總統喬·拜登提名為美國貨幣總稽核。
索萊·奧馬洛娃目前是康奈爾大學法學院的貝絲與麥克·金柏格法律教授，她的研究重點是金融監管與公司治理。 奧馬洛娃之前曾在美國財政部擔任顧問， 同時也是洛杉磯伯格魯恩研究院的高級伯格魯恩研究員。